# Louis-Jean-Baptiste-Étienne Baguenier Desormeaux
Louis-Jean-Baptiste-Étienne Baguenier Desormeaux, né le 7 juillet 1761 à Chammes et mort le 13 août 1836 à Maulévrier, est un chirurgien et soldat de l'Armée catholique et royale au cours de la guerre de Vendée.

## Biographie
Louis-Jean-Baptiste-Étienne Baguenier Desormeaux est le fils de Julien Baguenier Desormeaux, marchand et laboureur, et de Charlotte Provost. Ses frères sont Julien-Charles Baguenier Desormeaux et Jean-Charles Baguenier Desormeaux. Il devient maître en chirurgie à Angers le 11 novembre 1790. Le 17 janvier 1791, il épouse Marie-Thérèse de Fontenay à Brain-sur-l'Authion où il exerce.
Avec ses frères, il rejoint l'armée vendéenne, et se voit attaché par Bonchamps aux hôpitaux de Saint-Florent-le-Vieil. Il rejoint par la suite son frère aîné Julien-Charles au poste de Mozé-sur-Louet, où il participe aux combats et soigne également les malades et les blessés.
Il participe à la campagne d'Outre-Loire. Il panse les blessures du marquis de Lescure qui meurt dans ses bras dans la voiture qui le transporte d'Ernée à Fougères, près du bourg de La Pellerine, le 3 novembre 1793.
Après la déroute du Mans, il parvient à rentrer en Vendée, et rejoint Henri de La Rochejaquelein et Jean-Nicolas Stofflet. Il poursuit sa carrière de chirurgien-soldat. Il établit ainsi deux hôpitaux pour les Vendéens blessés ou malades dont le premier, caché dans un épais hallier dans la forêt de Vezins, est découvert et saccagé le 25 mars 1794par les républicains. Le second, établi dans la forêt de Maulévrier, connaît le même sort le 21 avril 1794.
Louis-Jean-Baptiste-Étienne Baguenier Desormeaux est nommé par Stofflet chirurgien-major et commissaire général aux approvisionnements.
Fait prisonnier et enfermé dans le château de Saumur, il parvient à s'évader avant de passer devant la commission militaire. Après la pacification signée par Stofflet le 2 mai 1795 à l'Ouvrinière (Saint-Florent-le-Vieil), il s'établit comme médecin à Maulévrier.
Il reprend ses fonctions de chirurgien en chef de l'armée royale en 1799 et jusqu'à la paix définitive. Pensionnaire de l'État, décoré du Lys, il meurt à Maulévrier le 13 avril 1836.

## Sources et bibliographie
« Louis-Jean-Baptiste-Étienne Baguenier Desormeaux », dans Alphonse-Victor Angot et Ferdinand Gaugain, Dictionnaire historique, topographique et biographique de la Mayenne, Laval, A. Goupil, 1900-1910 [détail des éditions] (BNF 34106789, présentation en ligne)